# 城巴702線
城巴702線是由城巴營運的一條香港九龍循環巴士路線，來往海麗邨及九龍塘（又一城），也是目前唯一一條深水埗區內全日巴士路線。
本線另設三條分支—702A、702B及702S，702A和702S線祇在星期一至五上課日提供服務。702A線早上由海盈邨單向開往白田（白雲街）；702B來往白田邨及海盈邨；702S線來往長沙灣賽馬會診療所、長沙灣（深盛路）及富昌邨。

## 歷史

### 開辦初期
新巴於2002年投得西九龍新區的巴士路線轉營權。由於新區內設有住宅及學校，因此標書裡包括一條來往新區及深水埗舊區的巴士路線，方便新區居民前往深水埗已發展區，並方便學生到新區學校上課。
702線於2003年3月17日投入服務，成為新巴首條九龍市區路線，亦是自1933年巴士專營權生效開始，首條非九巴經營的九龍市區專營巴士路線，當時以蘇屋邨為總站，以新區內的深盛路作循環點。開辦初期，新巴派出貼有本線宣傳橫額的丹尼士三叉戟10.6米（車隊編號1601，已售予九鐵巴士）行走本線，以收宣傳之效，開辦不久，香港因為受到「SARS」(沙士)疫症的影響，全港學校停課，加上新區內的住宅尚在興建，所以客量偏低，只派出單層巴士行駛。後來學校復課、住宅入伙，新區的通勤需要開始上升，客量才開始有改善；這時新巴改派出丹尼士三叉戟10.3米巴士（編號33XX）行駛。雖然西鐵通車，但西鐵乘客接駁本線只有減免$1車費的轉乘優惠，而西鐵本身的客量也不高，所以客量沒有太大增加。
由於西鐵的接駁交通不便，九鐵和新巴作出合作，以求提升客量。2004年8月22日起，九鐵除了為西鐵設月票和日票外，又和新巴合作，為西鐵乘客提供免費接駁701線和此路線的優惠，持八達通、西鐵全月通和西鐵自悠通的乘客可免費轉乘上述巴士線。同時新巴亦大幅修改兩條路線的行程，702線改以深盛路為總站，不再途經蘇屋邨，並加密班次。自此以後，西鐵和702線的客量大幅上升。因702線不再途經蘇屋邨，為減少對學生的影響，新巴於同年9月1日新增只於學校上課日的上學及放學時間提供服務的學校特別線702S，直接往返蘇屋邨及西九龍新區。

### 海麗邨入伙後發展
隨著西九龍新區的海麗邨於2005年入伙，702線於同年的5月9日把總站遷往海麗邨，方便該邨居民。由於海麗邨缺乏其他交通工具接駁，加上居民眾多，702線的客量進一步上升。同日起該線增設和796C、970、970X線及971線的八達通轉乘優惠。
為方便西九龍新區的學生到石硤尾的學校上課，2006年1月3日增設702A線，由海麗邨對面的碧海藍天單向經南昌站、青山道及南昌街前往白田邨，跟702S線一樣只於學校上課日的上學時間提供服務；由同日起，因應更多學校實行全日制而引致的客量下跌，702S線取消中午時段的特別班次。同年9月，702A線增設下午放學時間服務，經南昌街、元州街及欽州街返回海麗邨。
經區內居民多番爭取，2006年12月16日起，702線於日間非繁忙時間繞經蘇屋邨，恢復蘇屋邨及西九龍新區之間的交通服務。
由於推廣期結束，2007年1月1日起，西鐵自悠通使用者不能再免費轉乘本線。由於兩鐵於2007年12月2日合併，因此於2007年12月1日起取消西鐵八達通免費轉乘優惠，持有全月通的使用者亦於同日起停止免費轉乘，角色變成了西九龍新區的居民來往深水埗的服務。

### 取代小巴服務
兩條九龍專線小巴路線10A及10M長期虧蝕，營辦商天誠汽車於2011年初決定於同年7月7日起放棄營辦該兩條路線。運輸署收到停辦通知後，隨即物色區內其他專線小巴營辦商派車維持服務，但到6月3日截止申請時，仍無營辦商表達意向。同一時間九龍區專線小巴75線的營辦商（捷倫有限公司）亦願意收購天誠汽車有限公司，並繼續10A及10M專線小巴的服務，最終因天誠要價太高而收購失敗，結果該兩條小巴路線於2011年7月7日起如期停辦。
為填補專線小巴停辦後深水埗區來往石硤尾、大坑東及又一村的真空，及回應區議員當時要求把702A轉為全日服務的要求，運輸署經過和新巴磋商後，決定把702線由2011年7月5日起取消循環線安排，並由深水埗延長至又一村（又一城）作替補。更改路線後，本線不再途經南昌站公共運輸交匯處、長沙灣道及東京街，同時取消每日10:00-16:00繞經保安道及蘇屋邨的措施。本線全程票價亦由$3.4提高至$3.7，增設欽州街至海麗邨的分段收費$3.3；而796C線亦增設新的雙向分段收費，以彌補原有702線在長沙灣一帶的服務空白。配合路線延長，新巴由701線抽調一輛巴士予702線，兩條路線的班次亦略為減少。本線延長，是繼2010年10月新巴796B線停辦後，新巴再次有巴士路線以又一村作總站，亦令新巴的站牌首次在南山邨和大坑東邨出現。
由於要替代專線小巴服務，新巴延長本線的過程相當倉卒，在延長路線及改為兩邊總站後，由於不再途經東京街，改停東沙島街，區議員接獲不少海麗邨居民投訴無法直接前往保安道一帶上班或購物，而青山道一帶亦失去了直接返回海麗邨及「西九四小龍」的巴士服務，故此經深水埗區議會爭取後，2011年8月20日起本線再度改為循環運作，往又一村方向恢復途經長沙灣道及東京街，令青山道近宇宙商場一帶的乘客，可以一程車直接返回西九龍新區，而不需步行往欽州街黃金商場上車，唯需繞經石硤尾及又一城，然後折返深水埗才前往海麗邨，較為費時。
2017年12月15日：增設實時抵站時間查詢服務。

### 海盈邨、凱樂苑入伙
因應海盈邨入伙帶來需求，702A線早上班次於2020年6月22日起延伸至海盈邨開出。同年7月27日起，因應海盈邨及凱樂苑入伙帶來需求，702B線投入服務，取代702A線下午班次。702S線早上富昌邨開出班次於2021年9月1日起延伸至海盈邨開出。
2022年1月23日：702A線白田總站遷往白田（白雲街）公共運輸交匯處。然而因此路線在假日不設服務，故此安排實際上於翌日實施，702B線往海盈邨方向於白田（白雲街）公共運輸交匯處增設中途站。
- 2025年3月10日：702S線星期一至五上課日海盈邨開出班次由06:52調整至07:05[16]。

## 服務時間及班次
702
| 海麗邨開         | 海麗邨開    | 海麗邨開     | 又一村（又一城）開（大約） | 又一村（又一城）開（大約） | 又一村（又一城）開（大約） |
| 日期             | 服務時間    | 班次（分鐘） | 日期                       | 服務時間                   | 班次（分鐘）               |
| ---------------- | ----------- | ------------ | -------------------------- | -------------------------- | -------------------------- |
| 星期一至五       | 05:45-14:44 | 10-12        | 星期一至五                 | 06:10-07:44                | 12-17                      |
| 星期一至五       | 14:44-17:00 | 9-10         | 星期一至五                 | 07:44-20:23                | 10-12                      |
| 星期一至五       | 17:00-23:00 | 12           | 星期一至五                 | 20:23-20:42                | 7/12                       |
| 星期一至五       | 23:00-00:00 | 20           | 星期一至五                 | 20:42-23:30                | 12                         |
| 星期一至五       |             |              |                            | 23:30-00:50                | 20                         |
| 星期六           | 05:45-06:00 | 20           | 星期六                     | 06:10-06:30                | 20                         |
| 星期六           | 06:00-23:00 | 12           | 星期六                     | 06:30-21:23                | 12-17                      |
| 星期六           | 23:00-00:20 | 20           | 星期六                     | 21:23-21:42                | 7/12                       |
| 星期六           |             |              |                            | 21:42-23:30                | 12                         |
| 星期六           | 23:30-00:50 | 20           |                            |                            |                            |
| 星期日及公眾假期 | 05:45-09:00 | 15           | 星期日及公眾假期           | 06:15-09:30                | 15                         |
| 星期日及公眾假期 | 09:00-23:00 | 12           | 星期日及公眾假期           | 09:30-21:59                | 12-17                      |
| 星期日及公眾假期 | 23:00-00:20 | 20           | 星期日及公眾假期           | 21:59-22:18                | 7/12                       |
| 星期日及公眾假期 |             |              |                            | 22:18-23:30                | 12                         |
| 星期日及公眾假期 | 23:30-00:50 | 20           |                            |                            |                            |

702特別班次
- 泓景臺→大坑西新邨民樂樓
  - 星期一至五上課日開07:14
- 福榮街→海麗邨
  - 星期一至五上課日開07:25

702A
- 星期一至五上課日：
  - 海盈邨開：07:00、07:10

702B
| 白田邨開             | 白田邨開    | 白田邨開     |
| 日期                 | 服務時間    | 班次（分鐘） |
| -------------------- | ----------- | ------------ |
| 星期一至五           | 10:00-15:40 | 20           |
| 星期一至五           | 15:40-16:12 | 16           |
| 星期六、日及公眾假期 | 10:00-18:00 | 20           |

702S
- 星期一至五上課日：
  - 蘇屋邨開：07:00、07:15、15:10、15:40
  - 海盈邨開：07:05

702特別班次、702A及702S線逢星期六、日、公眾假期及學校假期不設服務

## 收費
| 路線      | 全程收費 | 分段收費               |
| --------- | -------- | ---------------------- |
| 702       | $5.0     | - 福榮街往海麗邨：$4.4 |
| 702A/702B | $5.0     | 不設分段收費           |
| 702S      | $4.7     | 不設分段收費           |

| - 本線設有12歲以下小童及65歲或以上長者半價優惠。 - 65歲或以上香港居民使用「樂悠咭」，以及12歲以下合資格殘疾兒童使用「殘疾人士身份」個人八達通繳付車資，均可享有每程$2.0或半價（以較低者為準）的票價優惠；12至64歲合資格殘疾人士使用「殘疾人士身份」個人八達通（包括「樂悠咭」），以及60至64歲香港居民使用「樂悠咭」繳付車資，均可享有每程$2.0或全費（以較低者為準）的票價優惠。 - 65歲或以上長者如使用長者或一般個人八達通繳付車資，則只可享有半價優惠；12至64歲合資格殘疾人士如不使用「殘疾人士身份」個人八達通，以及60至64歲人士如不使用「樂悠咭」繳付車資，必須繳付全費。 - 乘客可以現金或八達通於上車時付款，不設找續。 - 每位成人乘客可免費攜帶最多兩名4歲以下而不佔座位的兒童乘客乘車，超額之4歲以下小童必須繳付小童車費乘車。 - 九龍巴士、城巴及龍運巴士全職員工及家屬（不包括外判職員）可免費乘搭本路線，惟必須拍職員或職員家屬八達通。 - 乘客亦可使用AlipayHK「易乘碼」、支付寶、 WeChatHK／微信支付「搭車碼」、銀聯雲閃付「乘車碼」及BOC Pay「乘車碼」、具有感應式支付功能的VISA、Mastercard及銀聯卡，以及Apple Pay、Google Pay及Samsung Pay流動支付平台繳付車資。使用此支付方式的乘客可享有中途下車之分段收費，以及與其他城巴獨營路線或聯營線城巴班次之轉乘優惠，惟不適用於與非城巴路線之轉乘優惠。使用此支付方式的乘客亦不能享有「公共交通費用補貼計劃」及「長者及合資格殘疾人士公共交通票價優惠計劃」。 - 於深水埗（欽州街）或以前登上702線的乘客，若須前往香島中學(海麗邨方向)或以後的回程車站，須於又一城重新繳付車資。 |

### 八達通轉乘優惠
乘客登上本線後指定時間內以同一張八達通卡轉乘以下路線，或從以下路線登車後指定時間內以同一張八達通卡轉乘本線，次程可獲車資折扣優惠：
702往海麗邨 → 702往又一城，次程車資全免，須於海麗邨進行轉乘，轉乘時限為45分鐘
702←→22
- 702任何方向 → 22往啟德郵輪碼頭，回贈首程車資，轉乘時限為120分鐘
- 22往又一城 → 702往海麗邨，次程車資全免，轉乘時限為120分鐘

702(B/S)←→79P/79X
- 702(B/S)任何方向 → 79P/79X往皇后山邨，回贈首程車資，轉乘時限為120分鐘
- 79P往西九龍站、79X往長沙灣 → 702(B/S)任何方向，次程車資全免，轉乘時限為120分鐘

702←→793
- 702往又一城 → 793往將軍澳，回贈首程車資，轉乘時限為60分鐘
- 793往蘇屋邨 → 702往海麗邨，次程車資全免，轉乘時限為120分鐘

702(B)←→970/970X，次程可獲$1.5折扣優惠
- 702往海麗邨、702B往海盈邨 → 970/970X往港島，轉乘時限為60分鐘
- 970往蘇屋邨、970X往長沙灣 → 702(B)任何方向，轉乘時限為120分鐘

702(B)←→A21
- 702往海麗邨、702B往海盈邨 → A21往機場，回贈首程車資，轉乘時限為90分鐘
- A21往紅磡站 → 702往又一城、702B往白田邨，次程車資全免，轉乘時限為120分鐘

## 行車路線
702
經：深旺道、深盛路、興華街西、深旺道、欽州街西、欽州街、深水埗（欽州街）巴士總站、欽州街、長沙灣道、東京街、青山道、大埔道、白田街、窩仔街、大坑東道、桃源街、達之路、又一城公共運輸交匯處、桃源街、龍珠街、大坑東道、窩仔街、南昌街、元州街、欽州街、欽州街西、深旺道及海麗街。
702A
經：荔盈街、興華街西、迴旋處、興華街西、深盛路、深旺道、東京街西、連翔道、欽州街西、深旺道、東京街西、東京街、青山道、大埔道、白田街、窩仔街、南昌街及白雲街。
702B
經：白雲街、偉智街、偉倫街、南昌街、元州街、欽州街、欽州街西、深旺道、深盛路、興華街西、迴旋處、興華街西、荔盈街、興華街西、迴旋處、興華街西、深旺道、欽州街西、欽州街、元州街、營盤街、青山道、大埔道、白田街、窩仔街、南昌街及白雲街。
702S
經：（廣利道、長發街、保安道、興華街、興華街西、深盛路）深旺道、欽州街西、欽州街、荔枝角道、東京街及廣利道。
- 702S線由海盈邨開出的班次經荔盈街、興華街西、迴旋處、興華街西，然後返回深旺道702S常規班次原線，並不經括號內之路段。

### 沿線車站
702
| 海麗邨開 | 海麗邨開         | 海麗邨開                 |
| 序號     | 車站名稱         | 位置                     |
| -------- | ---------------- | ------------------------ |
| 1        | 海麗邨           | 海麗邨巴士總站           |
| 2        | 泓景臺           | 深盛路                   |
| 3        | 碧海藍天         | 興華街西                 |
| 4        | 凱德苑           | 深旺道                   |
| 5        | 南昌站           | 深旺道                   |
| 6        | 南昌邨           | 欽州街西                 |
| 7        | 醫局街           | 欽州街                   |
| 8        | 深水埗（欽州街） | 深水埗（欽州街）巴士總站 |
| 9        | 怡靖苑           | 長沙灣道                 |
| 10       | 長沙灣站         | 東京街                   |
| 11       | 東京街           | 青山道                   |
| 12       | 九江街           | 青山道                   |
| 13       | 石硤尾邨美笙樓   | 窩仔街                   |
| 14       | 石硤尾站         | 窩仔街                   |
| 15       | 大坑西新邨民樂樓 | 窩仔街                   |
| 16       | 南山邨南安樓     | 大坑東道                 |
| 17       | 南山邨南泰樓     | 大坑東道                 |
| 18       | 香島中學         | 桃源街                   |
| 19       | 九龍塘（又一城） | 又一城公共運輸交匯處     |
| 20       | 香島中學         | 桃源街                   |
| 21       | 大坑東邨東輝樓   | 大坑東道                 |
| 22       | 大坑東邨東海樓   | 大坑東道                 |
| 23       | 石硤尾站         | 窩仔街                   |
| 24       | 石硤尾商場       | 南昌街                   |
| 25       | 北河街           | 元州街                   |
| 26       | 福榮街           | 欽州街                   |
| 27       | 大南街           | 欽州街                   |
| 28       | 通州街公園       | 欽州街西                 |
| 29       | 南昌站           | 深旺道                   |
| 30       | 海達邨           | 深旺道                   |
| 31       | 海麗邨           | 海麗邨巴士總站           |

702A
| 1      | 海盈邨         | 海盈邨巴士總站               |
| 2      | 城巴西九龍車廠 | 興華街西                     |
| 3      | 碧海藍天       | 興華街西                     |
| 4      | 泓景臺         | 深盛路                       |
| 5      | 碧海藍天       | 深旺道                       |
| 6      | 凱德苑         | 深旺道                       |
| 連翔道 |                |                              |
| 7      | 南昌站         | 深旺道                       |
| 8      | 麗閣邨         | 東京街                       |
| 9      | 長沙灣站       | 東京街                       |
| 10     | 東京街         | 青山道                       |
| 11     | 九江街         | 青山道                       |
| 12     | 石硤尾邨美笙樓 | 窩仔街                       |
| 13     | 石硤尾邨美盛樓 | 南昌街                       |
| 14     | 白田邨瑞田樓   | 南昌街                       |
| 15     | 白田（北）     | 白田（北）巴士總站           |
| 16     | 白田邨第9座    | 白雲街                       |
| 17     | 白田邨         | 白田（白雲街）公共運輸交匯處 |

702B
| 白田（北）開 | 白田（北）開     | 白田（北）開                 |
| 序號         | 車站名稱         | 位置                         |
| ------------ | ---------------- | ---------------------------- |
| 1            | 白田（北）       | 白田（北）巴士總站           |
| 2            | 白田邨第9座      | 白雲街                       |
| 3            | 白田邨           | 白田（白雲街）公共運輸交匯處 |
| 4            | 白田邨麗田樓     | 偉倫街                       |
| 5            | 聖芳濟愛德小學   | 南昌街                       |
| 6            | 石硤尾商場       | 南昌街                       |
| 7            | 北河街           | 元州街                       |
| 8            | 福榮街           | 欽州街                       |
| 9            | 大南街           | 欽州街                       |
| 10           | 通州街公園       | 欽州街西                     |
| 11           | 南昌站           | 深旺道                       |
| 12           | 海達邨           | 深旺道                       |
| 13           | 海麗邨           | 海麗邨巴士總站               |
| 14           | 泓景臺           | 深盛路                       |
| 15           | 碧海藍天         | 興華街西                     |
| 16           | 城巴西九龍車廠   | 興華街西                     |
| 17           | 海盈邨           | 海盈邨巴士總站               |
| 18           | 新渡輪船廠       | 興華街西                     |
| 19           | 凱德苑           | 深旺道                       |
| 20           | 南昌站           | 深旺道                       |
| 21           | 南昌邨           | 欽州街西                     |
| 22           | 醫局街           | 欽州街                       |
| 23           | 深水埗（欽州街） | 深水埗（欽州街）巴士總站     |
| 24           | 福華街           | 欽州街                       |
| 25           | 營盤街           | 元州街                       |
| 26           | 九江街           | 青山道                       |
| 27           | 石硤尾邨美笙樓   | 窩仔街                       |
| 28           | 石硤尾邨美盛樓   | 南昌街                       |
| 29           | 白田邨瑞田樓     | 南昌街                       |
| 30           | 白田（北）       | 白田（北）巴士總站           |

702S
| 蘇屋邨開 | 蘇屋邨開           | 蘇屋邨開       |
| 序號     | 車站名稱           | 位置           |
| -------- | ------------------ | -------------- |
| 1*       | 長沙灣賽馬會診療所 | 廣利道         |
| 2*       | 蘇屋邨杜鵑樓       | 保安道         |
| 3*       | 元州街             | 興華街         |
| 4*       | 泓景臺             | 深盛路         |
| 5*       | 碧海藍天           | 深旺道         |
| ^        | 海盈邨             | 海盈邨巴士總站 |
| ^        | 城巴西九龍車廠     | 興華街西       |
| 6        | 凱德苑             | 深旺道         |
| 7        | 南昌站             | 深旺道         |
| 8        | 南昌邨             | 欽州街西       |
| 9        | 醫局街             | 欽州街         |
| 10       | 深水埗公園         | 荔枝角道       |
| 11       | 麗閣邨             | 東京街         |
| 12       | 長沙灣站           | 東京街         |
| 13       | 古墓公園           | 東京街         |
| 14       | 李鄭屋邨禮讓樓     | 廣利道         |
| 15       | 長沙灣賽馬會診療所 | 廣利道         |

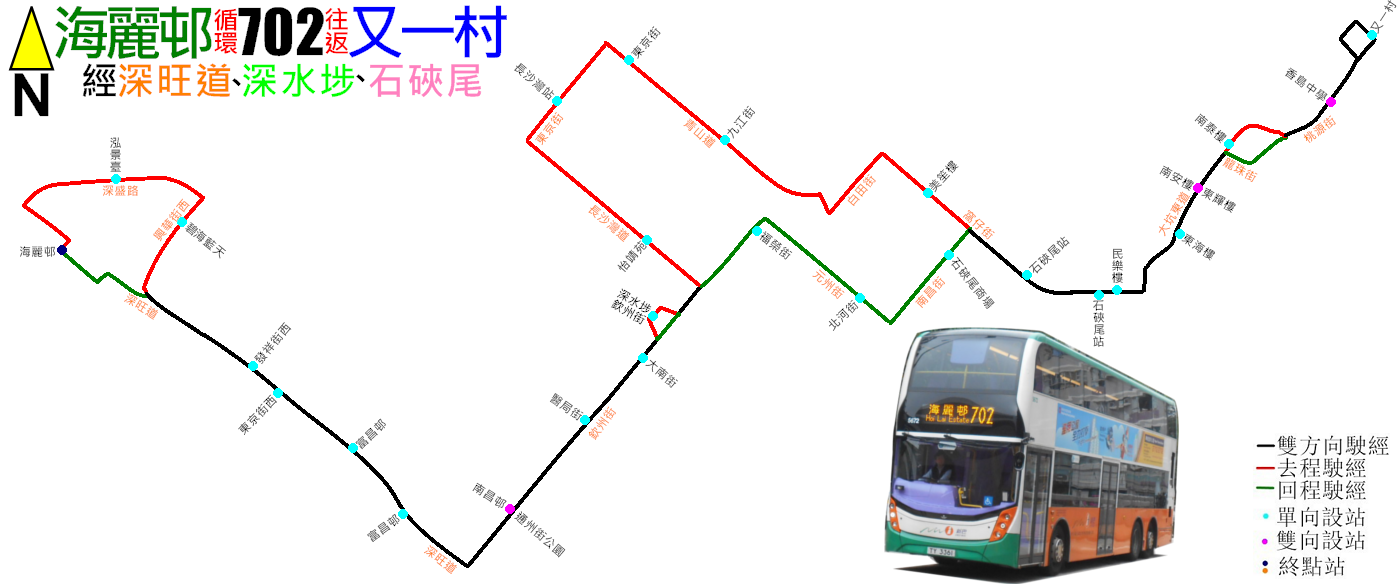
702線的走線圖

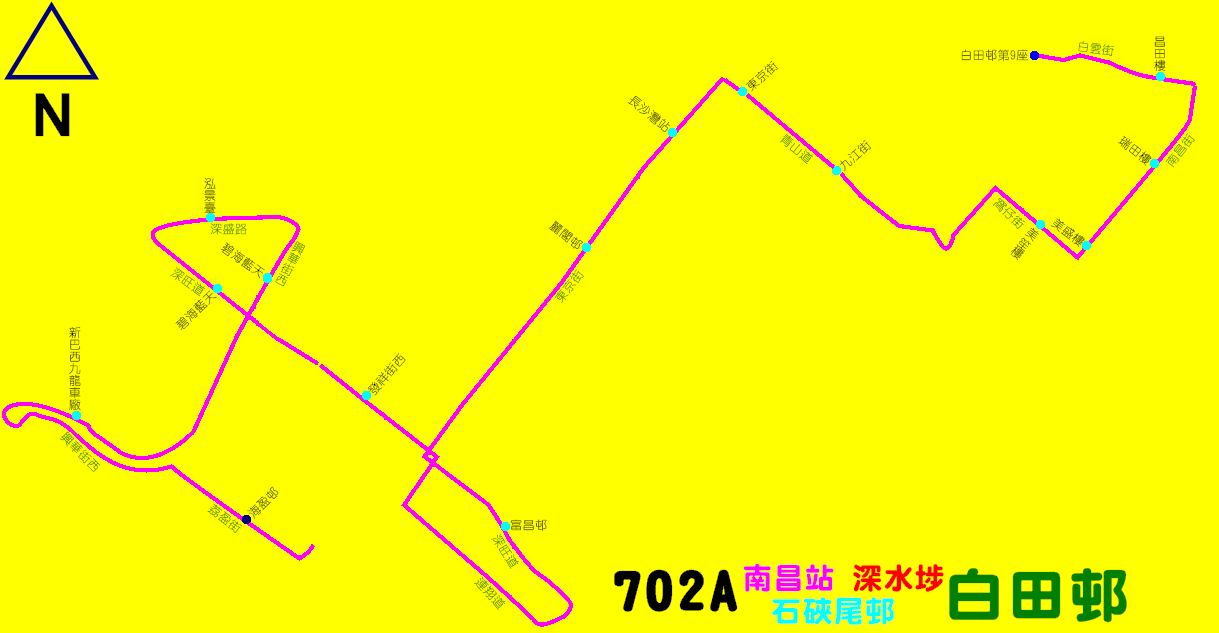
702A線的走線圖

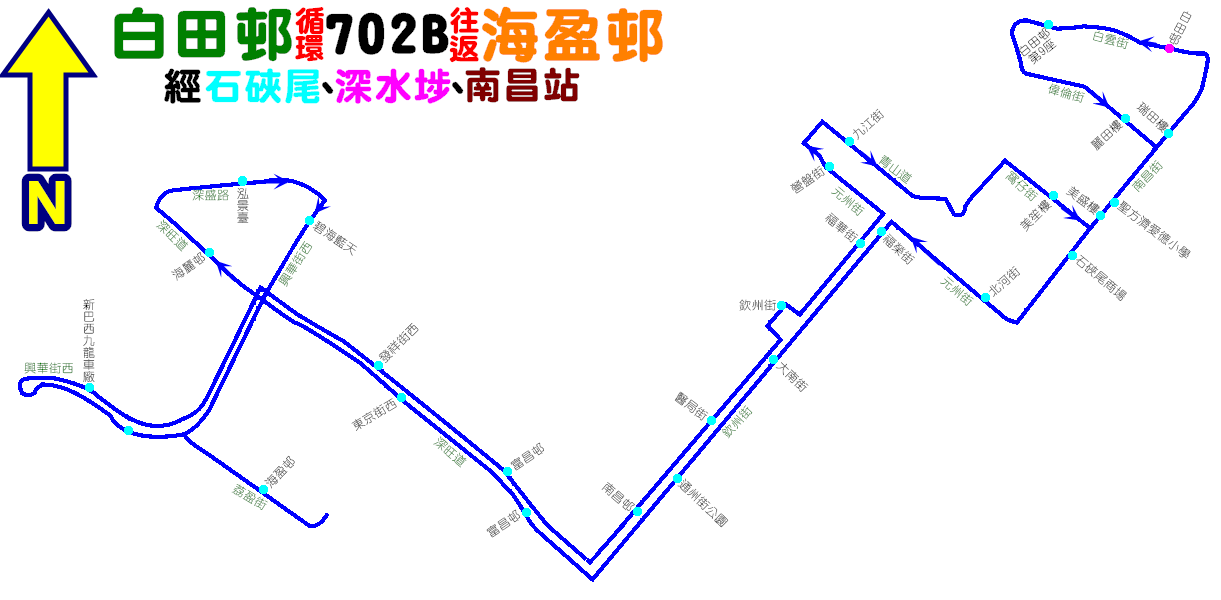
702B線的走線圖

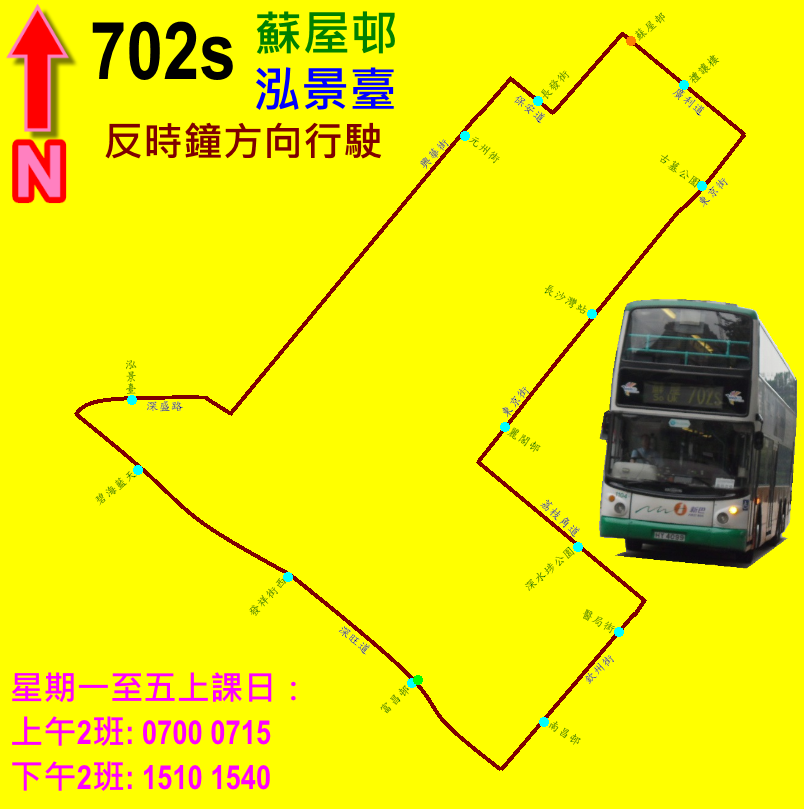
702S線的走線圖

- 702S線由海盈邨開出的班次不停有 * 之車站，並停有 ^ 之車站。

## 使用狀況
702線途經深水埗、長沙灣以及石硤尾多所學校，故上、下課時段客量相當高，經常出現頂閘情況。因此城巴在該時段增設702A及702S以輔導本線。此外，有不少海麗邨居民會乘坐到南昌站接駁港鐵以及到深水埗購物。
根據2019-2020年度巴士路線計劃，702A線在最繁忙一小時內的乘客率為87%。
2021年：702S最繁忙一小時的載客率為20%

## 相關事件
- 2020年6月24日：早上約11時半，一輛Enviro500 MMC（5633／TP7430），沿深水埗欽州街，駛近大南街埋站時，上層左邊車身與路邊竹棚發生碰撞，上層左邊車身玻璃破裂，一名女乘客受輕傷送院。[18]